# Atlantischer Ammenhai
Der Atlantische Ammenhai (Ginglymostoma cirratum) ist ein Hai, der im Gebiet des Westatlantiks zwischen Rhode Island und Brasilien, im Ostatlantik zwischen Senegal und Gabun vorkommt.
Er ist bei Geburt ca. 27 cm lang und kann Größen bis zu 430 cm erreichen. Die Fortpflanzung erfolgt wie bei den meisten Knorpelfischen und allen anderen Ammenhaien ovovivipar, also lebendgebärend, mit einer Wurfgröße von bis zu 28 Jungtieren.
Wie bei allen Ammenhaien sitzen unten am Rostrum Nasenbarteln, sind der 4. und 5. Kiemenspalt sehr nahe beieinander, ist die 2. Rückenflosse gut erkennbar vor der Afterflosse, besitzt er Furchen zwischen Nase und Maul und ist das Maul relativ klein und sitzt deutlich vor den Augen. Er zeichnet sich durch seine gerundeten Rückenflossen und die langen Barteln aus. Er ist braun und hat als adultes (geschlechtsreifes) Tier dunkle Flecken.
Der Lebensraum umfasst Korallenriffe und Mangroven und die Tiefen zwischen 1 m und 50 m. In der täglichen Ruhephase findet man oft kleine Gruppen auf dem Boden. Nachts jagt er auf dem Grund vorkommende Wirbellose wie z. B. Seeigel, Langusten, Krabben, Kraken, auch Stechrochen und Knochenfische. Er sucht auch unter Korallenschutt versteckte Beute, wobei ihm seine empfindlichen Barteln helfen, und gräbt diese Beute aus.
Der Atlantische Ammenhai zeigt ein ausgeprägtes Territorialverhalten. Versuche haben ergeben, dass beobachtete Tiere über vier Jahre hinweg in derselben Gegend verbleiben.